# WerkstattReihe
Die WerkstattReihe war eine Buchreihe der Staatlichen Akademie der Bildenden Künste Stuttgart, die im Jahre 1996 von Wolfgang Kermer gegründet und bis zu ihrer Einstellung im Jahre 2006 redaktionell betreut und herausgegeben wurde.
In der als Ergänzung zu den Beiträgen zur Geschichte der Staatlichen Akademie der Bildenden Künste Stuttgart (1975–2004) eingerichteten WerkstattReihe wurden Texte von gegenwärtigen oder ehemaligen Akademielehrern sowie Beiträge über diese veröffentlicht. Dabei sollte der Bogen weit gespannt sein, „Erfahrungen aus der experimentellen Werkstattarbeit [konnten] neben rein biographischen Darstellungen stehen, Äußerungen zur Kunsttheorie neben denen der Kunst- und Hochschulpolitik“. (Vorbemerkung des Herausgebers, Band 1)
Da die gesamte Herstellung in den grafischen Werkstätten, insbesondere denen des Instituts für Buchgestaltung erfolgte, war Teamarbeit mit den dortigen Lehrkräften gefordert. So stammte von Horst Wöhrle nicht nur das Label der Reihe und – unter Verwendung der Schriftart Gill Sans – die Typografie bzw. Satzgestaltung (Apple Macintosh/QuarkXPress für den Innenteil, Umschlag Bleihandsatz), er koordinierte auch den weiteren Herstellungsprozess, was erheblich dazu beitrug, dass die Reihe nach Ablauf eines Jahrzehnts sechzehn Nummern umfasste. Den Offsetdruck des Textteils führte überwiegend Franz Sperker aus, den Laserdruck (Print-on-Demand) Horst Wöhrle, Scans fertigten Tekle Ghebre und Wolfgang Weinmann, der auch den Hochdruck des Umschlags ausführte. Die buchbinderische Verarbeitung (chinesische Blockbindung/Klebebindung) leistete anfänglich Horst Pichl, dann Katja Liebig.
Zur besonderen Konzeption der WerkstattReihe zählte, dass sie sich, nach einer Anschubsubventionierung durch das Institut für Buchgestaltung, finanziell selbst trug: Aus den Verkaufserlösen der jeweils vorhergehenden Publikation wurde das nächste Projekt finanziert.

## Erschienene Publikationen
- Horst Wöhrle: Vom Wert des Bleies: der Bleisatz, seine Ära und Aura. Mit einer Vorbemerkung von Wolfgang Kermer. Stuttgart: Staatliche Akademie der Bildenden Künste Stuttgart, 1996 (= WerkstattReihe, hrsg. von Wolfgang Kermer; 1), 24 S., 4 Abb.
- Wolfgang Kermer: Erinnerung an Gunter Böhmer: zum 10. Todestag des Akademielehrers am 8. Januar 1996. Stuttgart: Staatliche Akademie der Bildenden Künste Stuttgart, 1996 (= WerkstattReihe, hrsg. von Wolfgang Kermer; 2); 20 S., 4 Abb., 1 Brief-Faksimile.[3]
- Adolf Hölzel: Einiges über die Farbe in ihrer bildharmonischen Bedeutung und Ausnützung: zur Farbe. Mit einer Einführung von Wolfgang Kermer. Stuttgart: Staatliche Akademie der Bildenden Künste Stuttgart, 1997 (= WerkstattReihe, hrsg. von Wolfgang Kermer; 3), 33 S., 4 graph. Darst.[4]
- Wolfgang Kermer: Zur Geschichte der Buchgestaltung an der Stuttgarter Akademie. Rede, gehalten zur Eröffnung der Ausstellung „Zwischen Buch-Kunst und Buch-Design: Buchgestalter der Akademie und ehemaligen Kunstgewerbeschule in Stuttgart“ in der Württembergischen Landesbibliothek Stuttgart am 29. Oktober 1996 sowie in leicht modifizierter Form im Klingspor-Museum der Stadt Offenbach am Main am 7. Juni 1997. Stuttgart: Staatliche Akademie der Bildenden Künste Stuttgart, 1997 (= WerkstattReihe, hrsg. von Wolfgang Kermer; 4), 17 S.[5]
- Horst Wöhrle: Konstrukt: oder: Der Gebrauch der elementaren Mittel. Stuttgart: Staatliche Akademie der Bildenden Künste Stuttgart, 1998 (= WerkstattReihe, hrsg. von Wolfgang Kermer; 5), 20 S., 1 Abb.
- Willi Baumeister: Stuttgart und die Schwaben. Mit einem Nachwort von Wolfgang Kermer „Willi Baumeister und die Zeitschrift ‚Der Querschnitt‘“. Stuttgart: Staatliche Akademie der Bildenden Künste Stuttgart, 1999 (= WerkstattReihe, hrsg. von Wolfgang Kermer; 6), 13 S.[6]
- Wolfgang Heger: Montserrat oder auf der Suche nach der sichtbaren Welt: der Maler Rudolf Haegele. Stuttgart: Staatliche Akademie der Bildenden Künste Stuttgart, 2000 (= WerkstattReihe, hrsg. von Wolfgang Kermer; 7), 10 S.[7]
- Joachim Hämmerle: Paysages humains: ein Werkstattbericht. Stuttgart: Staatliche Akademie der Bildenden Künste Stuttgart, 2000 (= Werkstattreihe, hrsg. von Wolfgang Kermer; 8), 40 S.[8]
- Wolfgang Kermer: Hans von Kolb, Direktor der Kgl. Kunstgewerbeschule Stuttgart, 1896–1913. Stuttgart: Staatliche Akademie der Bildenden Künste Stuttgart, 2000 (= WerkstattReihe, hrsg. von Wolfgang Kermer; 9), 23 S.[9]
- Dieter Groß: „Ich sehe mich in allem anderen“: fragmentarische Aufzeichnungen und unsortierte Splitter. Stuttgart: Staatliche Akademie der Bildenden Künste Stuttgart, 2002 (= WerkstattReihe, hrsg. von Wolfgang Kermer; 10), 46 S., 7 Abb.[10]
- Wolfgang Kermer (Hrsg.): „Lieber Meister Hölzel...“ (Willi Baumeister): Schüler erinnern sich an ihren Lehrer: zum 70. Todestag Adolf Hölzels am 17. Oktober 2004. Mit einem Nachwort des Herausgebers. Stuttgart: Staatliche Akademie der Bildenden Künste Stuttgart, 2004 (= WerkstattReihe, hrsg. von Wolfgang Kermer; 11), 47 S. ISBN 3-931485-67-6.[11]
- Wolfgang Kermer: Die Sammlung der Stuttgarter Akademie: einige Anmerkungen zur Gründung, Vorgeschichte und Entwicklung aus Anlass ihres 30-jährigen Bestehens. Stuttgart: Staatliche Akademie der Bildenden Künste Stuttgart, 2005 (= WerkstattReihe, hrsg. von Wolfgang Kermer; 12), 25 S. ISBN 3-931485-71-4.[12]
- Horst Wöhrle: „Die Stunde Null“: Grafik an der Stuttgarter Akademie nach dem Ende des 2. Weltkrieges. Stuttgart: Staatliche Akademie der Bildenden Künste Stuttgart, 2005 (= WerkstattReihe, hrsg. von Wolfgang Kermer; 13), 15 S. ISBN 3-931485-72-2.[13]
- Wolfgang Kermer: Aufruhr am Weißenhof: zu Struktur und Situation der Stuttgarter Kunstakademie zur Zeit der Studentenunruhen 1968/69. Stuttgart: Staatliche Akademie der Bildenden Künste Stuttgart, 2006 (= WerkstattReihe, hrsg. von Wolfgang Kermer; 14), 40 S. ISBN 3-931485-74-9.[14]
- Wolfgang Kermer (Hrsg.): Über Baumeister: der Künstler und Lehrer im Urteil seiner Schüler. Stuttgart: Staatliche Akademie der Bildenden Künste Stuttgart, 2006 (= WerkstattReihe, hrsg. von Wolfgang Kermer; 15), 57 S. ISBN 3-931485-77-3.[15]
- Wolfgang Kermer (Hrsg.): Willi Baumeister: Cézanne. Mit einer Einführung des Herausgebers. Stuttgart: Staatliche Akademie der Bildenden Künste Stuttgart, 2006 (= WerkstattReihe, hrsg. von Wolfgang Kermer; 16), 18 S. ISBN 3-931485-79-X. (Nachdruck aus Anlass des 100. Todestags von Cézanne)[16]